# Ilkka Koski
Ilkka Rikhard Koski (ur. 10 czerwca 1928 w Jyväskylä, zm. 28 lutego 1993 w Helsinkach) – były fiński bokser kategorii ciężkiej, brązowy medalista letnich igrzysk olimpijskich w Helsinkach.
Na igrzyskach olimpijskich w 1952 w Helsinkach zdobył brązowy medal w wadze ciężkiej (powyżej 81 kg) po zwycięstwach nad László Bene z Węgier i Edgarem Hearnem z Wielkiej Brytanii. W półfinale pokonał go Ingemar Johansson ze Szwecji.  Na kolejnych igrzyskach olimpijskich w 1956 w Melbourne Koski przegrał pierwszą walkę z późniejszym brązowym medalistą Giacomo Bozzano z Włoch.
Był mistrzem Finlandii w wadze ciężkiej w latach 1951–1956 i 1958.
W 1958 przeszedł na zawodowstwo. Stoczył 9 walk, z których wygrał 7 (3 przed czasem), przegrał 1 (z Ulrichem Nitzschke w 19600 i zremisował 1.